# キャスリーン・フェリア
キャスリーン・フェリア（Kathleen Ferrier、1912年4月22日 - 1953年10月8日）は、イギリス・イングランドのランカシャー州プレストン生まれのコントラルト歌手。

## 生涯
フェリアは家庭が貧しかったため、14歳で学校を終えるとブラックバーンで電話交換手の職に就いた。1935年に銀行の管理者バート・ウィルスンと結婚し、カーライルに転居した。フェリアは正式な音楽教育を受けてはいなかったものの、歌とピアノが得意で、地元のコンクールで受賞経験もあった。夫がカーライルの音楽祭ではフェリアが入賞できないほうに賭けるといったため、彼女はコンクールに出て歌唱とピアノの両方で優勝した。フェリア自身はピアノのほうで合格すると思っていた。この一件によってフェリアの歌の才能が公衆の関心を呼び、彼女が音楽でキャリアを積むことを決意する重要な要因となったといえる。しかし結婚は成功とはいえず、12年後離婚に至った。
やがて当時有名な声楽教師であったバリトン歌手のロイ・ヘンダーソンについて学んだ。
ブリテンはフェリアの才能を認め、『ルクレティアの凌辱』のルクレティア、ピーター・ピアーズとフェリアのために書いた『アブラハムとイサク』、『春の交響曲』（1949年）など、彼女のために多くのパートを作曲した。フェリアはワルターやバルビローリ、マルコム・サージェント、クレメンス・クラウス、カラヤン、ベイヌムなど多くの著名な指揮者、そして特にブリテンの指揮のもとで歌った。また、フェリアはイソベル・ベイリーやピーター・ピアーズなどの著名な歌手と共演した。
フェリアの最後の出演は1953年にコヴェント・ガーデンのロイヤル・オペラ・ハウスで行われたグルックの『オルフェオとエウリディーチェ』でオルフェウスを歌ったものであった。1947年にグラインドボーン音楽祭ですでにこの役を演じていたが、ロイヤル・オペラ・ハウスでの上演は英語で行われた。フェリアはこのとき2回の公演に出演しただけであった。
1953年10月8日、乳癌のため、ロンドン大学病院（University College Hospital）で41年の短い生涯を閉じた。

## レコーディング
フェリアの演奏で特に有名な作品は次のようなものがある。
- J.S.バッハ：
  - 『マタイ受難曲』
  - 『ミサ曲ロ短調』
- ブラームス：『アルト・ラプソディ』（クレメンス・クラウスとの録音）
- ショーソン：『愛と海の詩』
- マーラー
  - 『大地の歌』（ワルターおよびバルビローリとの録音）
  - 『亡き子を偲ぶ歌』
  - 『リュッケルト歌曲集』
- グルック：『オルフェオとエウリディーチェ』
- ヘンデル：『メサイア』
- 多くの民謡 Blow the wind southerly, The Keel Row

フェリアはこれらの作品のいくつか、例えば『マタイ受難曲』、バッハやヘンデルのアリア、グルックの『オルフェオ』などでは原語および当時の英国の習慣に従って英語で歌っている。
フェリアはその短い演奏家人生のうちで多くのレコードを残したが、いくつかの演奏は記録されなかった、あるいは記録が破壊されたものもある。たとえばエルガーの『ゲロンティアスの夢』やヘンデルの『メサイア』などはそうである。

## 録音
- Bach, B Minor Mass, w:en:Suzanne Danco, Kathleen Ferrier, Peter Pears, w:en:Bruce Boyce, w:en:Norman Walker, w:en:BBC Chorus, w:en:Boyd Neel Orchestra, conducted by w:en:George Enescu, (1951), BBC
- Bach, St Matthew Passion, Greene, Suddaby, Ferrier, Cummings, Bach Choir, Jacques Orchestra, conducted by w:en:Reginald Jacques, Decca, now on Dutton.
- Bach and Handel arias(sung in English), w:en:London Philharmonic Orchestra conducted by w:en:Adrian Boult, Decca, recorded 7th and 8th October, 1952.
- Brahms, Alto Rhapsody, Op 53, Men of the Oslo Philharmonic Chorus, w:en:Oslo Philharmonic Orchestra, w:en:Erik Tuxen, Oslo (1949), APR
- Brahms, Alto Rhapsody, Op 53, w:en:London Philharmonic Choir, London Philharmonic Orchestra, w:en:Clemens Krauss, (1947), Dutton (transferred from Decca)
- Benjamin Britten, The Rape of Lucretia (1946), Kathleen Ferrier, contralto (Lucretia),Peter Pears, w:en:Joan Cross,w:en:Owen Brannigan,(Collatinus), w:en:Edmund Donleavy (Junius), w:en:Otakar Kraus, baritone (Tarquin), w:en:Anna Pollak (Bianca), w:en:Margaret Ritchie (Lucia) w:en:English Opera Group Orchestra directed by w:en:Reginald Goodall, Gala
- Mahler, Das Lied von der Erde, w:en:Vienna Philharmonic Orchestra, Walter, w:en:Julius Patzak (tenor), Decca, Polygram
- Mahler, Das Lied von der Erde, w:en:Halle Orchestra, Barbirolli, w:en:Richard Lewis (tenor), 1952,  APR
- Mahler, Das Lied von der Erde, w:en:New York Philharmonic, Walter, w:en:Svanholm (tenor), 1949,  Naxos
- Mahler, Kindertotenlieder, Vienna Philharmonic Orchestra, Walter, EMI
- Mahler, Kindertotenlieder, w:en:Amsterdam Concertgebouw Orchestra, w:en:Otto Klemperer, Decca
- Mahler, Symphony No. 2 in C minor "Resurrection", also Jo Vincent (Soprano), Amsterdam Concertgebouw Orchestra, Otto Klemperer, (1951), Archipel